# Municipio de Blaine (condado de Kearney)
El municipio de Blaine (en inglés: Blaine Township) es un municipio ubicado en el condado de Kearney en el estado estadounidense de Nebraska. En el año 2010 tenía una población de 612 habitantes y una densidad poblacional de 4,34 personas por km².

## Geografía
El municipio de Blaine se encuentra ubicado en las coordenadas 40°35′30″N 99°7′55″O / 40.59167, -99.13194. Según la Oficina del Censo de los Estados Unidos, el municipio tiene una superficie total de 141.03 km², de la cual 140.97 km² corresponden a tierra firme y (0.04%) 0.06 km² es agua.

## Demografía
Según el censo de 2010, había 612 personas residiendo en el municipio de Blaine. La densidad de población era de 4,34 hab./km². De los 612 habitantes, el municipio de Blaine estaba compuesto por el 95.42% blancos, el 0.16% eran afroamericanos, el 0.16% eran amerindios, el 0.49% eran asiáticos, el 0.33% eran isleños del Pacífico, el 1.63% eran de otras razas y el 1.8% pertenecían a dos o más razas. Del total de la población el 4.41% eran hispanos o latinos de cualquier raza.